# قهوه مبادا

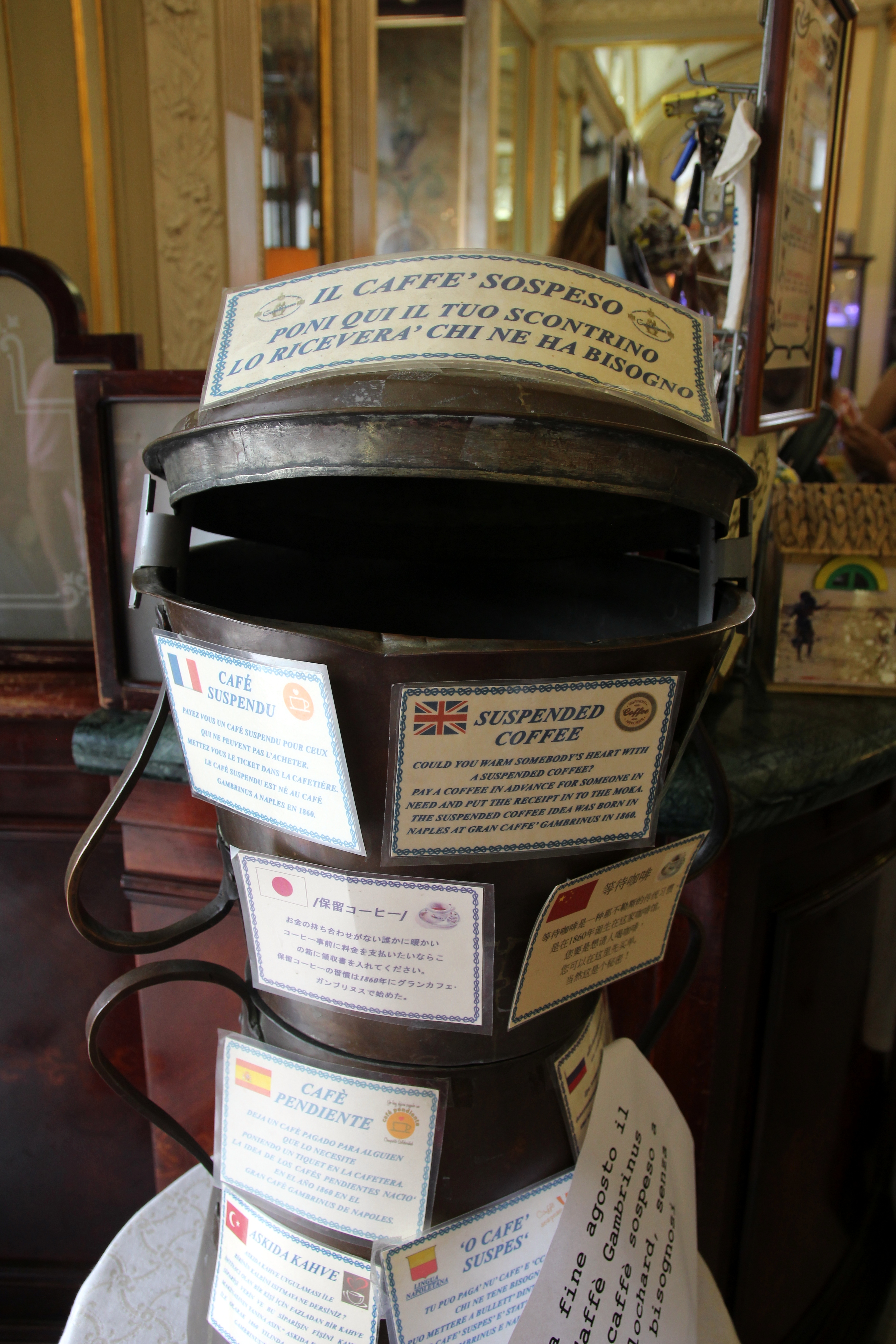
قهوه مبادا (ایتالیایی: Caffè_sospeso) و نیز قهوه پیش پرداخت یا قهوه تاخیری (انگلیسی: Suspended coffee) به معنای نوشیدنی و معمولاً قهوه‌ای است که هزینه آن قبلاً پرداخت شده باشد.

قهوه مبادا (ایتالیایی: Caffè_sospeso) و نیز قهوه پیش پرداخت یا قهوه تاخیری (انگلیسی: Suspended coffee) به معنای نوشیدنی و معمولاً قهوه‌ای است که هزینه آن قبلاً پرداخت شده باشد. این کار نوعی کار خیریه به حساب می‌آید و نخستین بار در شهر ناپل در کشور ایتالیا مشاهده شده است. در این فعالیت، افراد هنگام درخواست نوشیدنی، تعدادی قهوه مبادا هم سفارش می‌دهند و به این ترتیب هزینه قهوه را پرداخت می‌کنند اما آن را دریافت نمی‌کنند. در مقابل افراد فقیر با مراجعه به قهوه خانه، تقاضای «قهوه مبادا» می‌کنند و چون قبلاً هزینه آن پرداخت شده است، یک فنجان قهوه رایگان دریافت می‌کنند.